# 扎吉里亞 (弗倫濟夫卡區)
47°19′54″N 29°49′41″E / 47.33167°N 29.82806°E
扎希爾亞（烏克蘭語：Загір'я）是位於烏克蘭西南部的村莊，由敖德萨州羅茲季利納區的扎季什希亞市鎮負責管轄。該村始建於1865年，面積0.66平方公里，海拔高度146米，2001年人口258，人口密度每平方公里390.91人。